# Seeschlacht bei Jasmund (1715)
1. Phase: Schwedische Dominanz (1700–1709)
Dänischer Kriegsschauplatz (1700)
Humlebæk • Tönning I 
Livländ./ Estnischer Kriegsschauplatz (1700–1708)
Riga I • Jungfernhof • Varja • Pühhajoggi • Narva • Petschora • Düna • Rauge • Erastfer • Hummelshof • Embach • Tartu • Narva II • Wesenberg I • Wesenberg II
Ingermanländ./ Finnischer Kriegsschauplatz (ab 1701)
Archangelsk • Ladogasee • Nöteborg • Nyenschanz • Newa • Systerbäck • Petersburg • Wyborg I • Porvoo • Newa II • Koporje II • Kolkanpää
Litauisch-weißrussischer Kriegsschauplatz (1702–1706)
Vilnius • Saladen • Jakobstadt • Gemauerthof • Mitau • Grodno I • Olkieniki • Njaswisch • Klezk • Ljachawitschy
Polnischer Kriegsschauplatz (1702–1706)
Klissow • Pułtusk • Thorn • Lemberg • Warschau • Posen • Punitz • Tillendorf • Rakowitz • Praga • Fraustadt • Kalisch 
Russischer Kriegsschauplatz (1708–1709)
Grodno II • Golowtschin • Moljatitschi • Rajowka • Lesnaja • Desna • Baturyn • Koniecpol • Weprik • Opischnja • Krasnokutsk • Sokolki • Poltawa I • Poltawa II
2. Phase: Schweden in der Defensive (1710–1721)
Baltischer und Finnischer Kriegsschauplatz (bis 1714)
Riga II • Wyborg II • Pernau • Kexholm • Reval • Hogland • Pälkäne • Storkyro • Nyslott • Hanko 
Schwed./Norwegischer Kriegsschauplatz (1710–1721)
Helsingborg • Køge-Bucht • Bottnischer Meerbusen • Frederikshald I • Dynekilen-Fjord • Göteborg I • Strömstad • Trondheim • Frederikshald II • Marstrand • Ösel • Göteborg II • Södra Stäket • Grönham • Sundsvall
Norddeutscher Kriegsschauplatz (1711–1716)
Elbing • Wismar I • Lübow • Stralsund I • Greifswalder Bodden I • Stade • Rügen • Gadebusch • Altona • Tönning II • Stettin • Fehmarn • Wismar II • Stralsund II • Jasmund • Peenemünde • Greifswalder Bodden II • Stresow 
Die Seeschlacht bei Jasmund war ein Seegefecht im Großen Nordischen Krieg im Zuge des Pommernfeldzuges von 1715/1716. Vor der Insel Rügen trafen am 28. Julijul. / 8. August 1715greg. die schwedische Flotte unter Admiral Claes Sparre auf die dänische Flotte unter Admiral Peter Raben aufeinander. Die Schlacht wurde von den Dänen gewonnen.

## Vorgeschichte
| \| Seeschlacht bei Jasmund \| |
| Lage des Schlachtfeldes       |
| Seeschlacht bei Jasmund       |

Die Vorherrschaft Schwedens im Ostseeraum, sowohl zu Land als auch zur See, war 1715 fast beendet. Als letzten Versuch, sich in Schwedisch-Pommern wieder in Vorteil zu bringen, schickte der schwedische König Karl XII. Truppen nach Rügen. Um eine sichere Überfahrt zu gewährleisten, wurde in Schweden eine neue Flotte unter dem Oberkommando des Admirals Claes Sparre zusammengestellt. Die russische Marine operierte im Jahre 1715 kaum im Ostseeraum, dennoch konnte das finnische Geschwader der schwedischen Flotte unter dem Oberbefehl des Admirals Lillie mit zur Hauptflotte stoßen, woraufhin diese auf 27 Schiffe anwuchs.
Die schwedische Flotte stach im Juli von Karlskrona aus in See, ihr Ziel war es die Gewässer vor Rügen und Stralsund von den gegnerischen Flotten zu säubern, um eine sichere Überfahrt der Truppentransporte zu gewährleisten. Die Festung Stralsund benötigte dringend Nachschubgüter und frische Truppen, denn sie wurde bereits seit einiger Zeit von den Preußen, Sachsen und Dänen belagert. Drei Jahre zuvor war eine mit Nachschub für Stralsund entsandte Transportflotte in einer Seeschlacht vor Rügen (1712) von den Dänen vernichtet worden.
Zur Unterstützung der Invasion Rügens angefordert, stach die dänische Flotte am 9. Juli von Kopenhagen unter dem Befehl von Vizeadmiral Sehestedt in See und erreichte am 18. Juli das "Neue Tief" (Westtief) zwischen Mönchgut und Ruden an der pommerschen Ostseeküste. Dort verbanden sich die beiden Flotten. Den Oberbefehl übernahm der Admiral Rabe. Noch am gleichen Tag verließ die Flotte von Rabe das Neue Tief, denn die schwedische Hauptflotte segelte direkt auf die Fahrrinne zu.
Am folgenden Tage versuchten die Schweden, die Flotte des Admirals in ein Gefecht zu verwickeln. Rabe wusste aber, dass er zu schwach sein würde und wich den schwedischen Kriegsschiffen gekonnt aus. Die Schweden segelten darauf wieder Richtung Neues Tief, um die dänische Flotte anzugreifen.
Am 20. Juli begann der Angriff der Schweden auf die Dänen. Mehrere Tage dauerte der Beschuss an. Der dänische Vizeadmiral verstand es aber, seine leichten Schiffe unter die Usedomer Küste zu manövrieren. Nur acht schwedische Schiffe konnten den Dänen in diese flachen Gewässer folgen. Diese mussten aber die Verfolgung abbrechen, denn die dänischen Prahmen nahmen sie gedeckt unter schweres Feuer.

## Die Seeschlacht

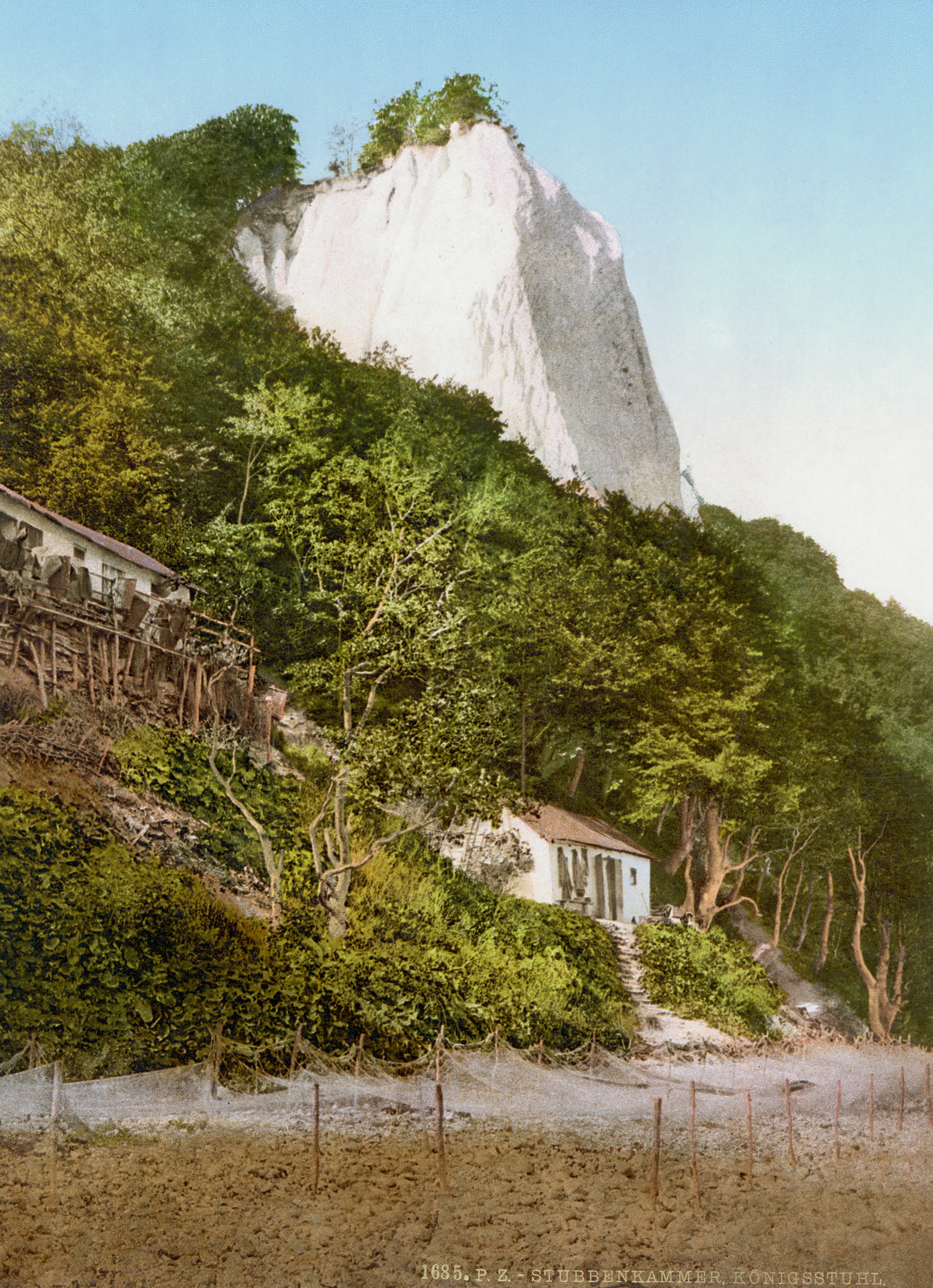
Königsstuhl – Kreidefelsen, von dem der Schwedenkönig die Seeschlacht beobachtete

Nachdem die Schweden sich wieder zurückgezogen hatten, vereinigten sich die Flotten Anfang August erneut. Am 8. August kam es in der Tromper Wiek zwischen Jasmund und Wittow zum Aufeinandertreffen der schwedischen und dänischen Flotten.
Mittags um 1 Uhr rangierten sich die Flotten zum Gefecht.
Der schwedische König Karl XII., der sich zu dieser Zeit auf Rügen befand, beobachtete die Schlacht vom höchsten Felsen der Stubbenkammer aus. Ihm zu Ehren wurde der Felsen Königsstuhl genannt.
Das Gefecht dauerte bis 8 Uhr abends an. Die schwedische Flotte zog sich zurück, ohne wirklich geschlagen zu sein. Die Verluste der Schweden waren zu groß, um das Gefecht weiter zu führen. Der schwedische König hatte zwar ausdrücklich befohlen, bis zum letzten Segel für den Sieg zu kämpfen, aber als Admiral Henck und Admiral Lillie, Befehlshaber der finnischen Flotte, mit ihren Flaggschiffen versenkt wurden, brach Admiral Sparre das Gefecht ab. Die Schweden zogen sich nach Bornholm zurück. Die Flotte der Dänen und Preußen verfolgte die Schweden, worauf diese am nächsten Mittag Richtung Karlskrona abdrehten, um sich unter deren Kanonen in Sicherheit zu bringen.
Auch der dänische Admiral Just Juel fand in der Schlacht den Tod. Er wurde auf der Galerie seines Schiffes von einer zwölfpfünder Kanonenkugel tödlich verwundet.
Die fünf größten Linienschiffe der Schweden waren so sehr zerschossen, dass man sie nicht mehr reparieren konnte, sie mussten aufgehauen werden.

## Die Folgen
Eine eigentliche Entscheidung brachte die Seeschlacht vor Rügen nicht, ihr Resultat war, dass die Schweden die eigenen Häfen nicht mehr verließen. Die Dänen behaupteten in den darauffolgenden Seegefechten im Greifswalder Bodden die Ostsee vor Rügen und die Vorbereitungen zur Invasion von Rügen konnten beginnen. Am 15. November 1715 landeten preußische und sächsische Truppen auf Rügen. In der Schlacht bei Stresow am 16. November wurde der schwedische König Karl XII. auch auf dem Land geschlagen und Rügen wurde von den Alliierten besetzt. Wenig später fiel auch Stralsund und Karl XII. zog geschlagen nach Schweden ab.